# Leptomyrmex nigriventris
Leptomyrmex nigriventris es una especie de hormiga del género Leptomyrmex, subfamilia Dolichoderinae. Fue descrita científicamente por Guérin-Méneville en 1831.
Se distribuye por Australia. Se ha encontrado a elevaciones de hasta 1067 metros. Vive en microhábitats como nidos, el forraje, debajo de piedras y tocones.